# Cynthia J. Burrows

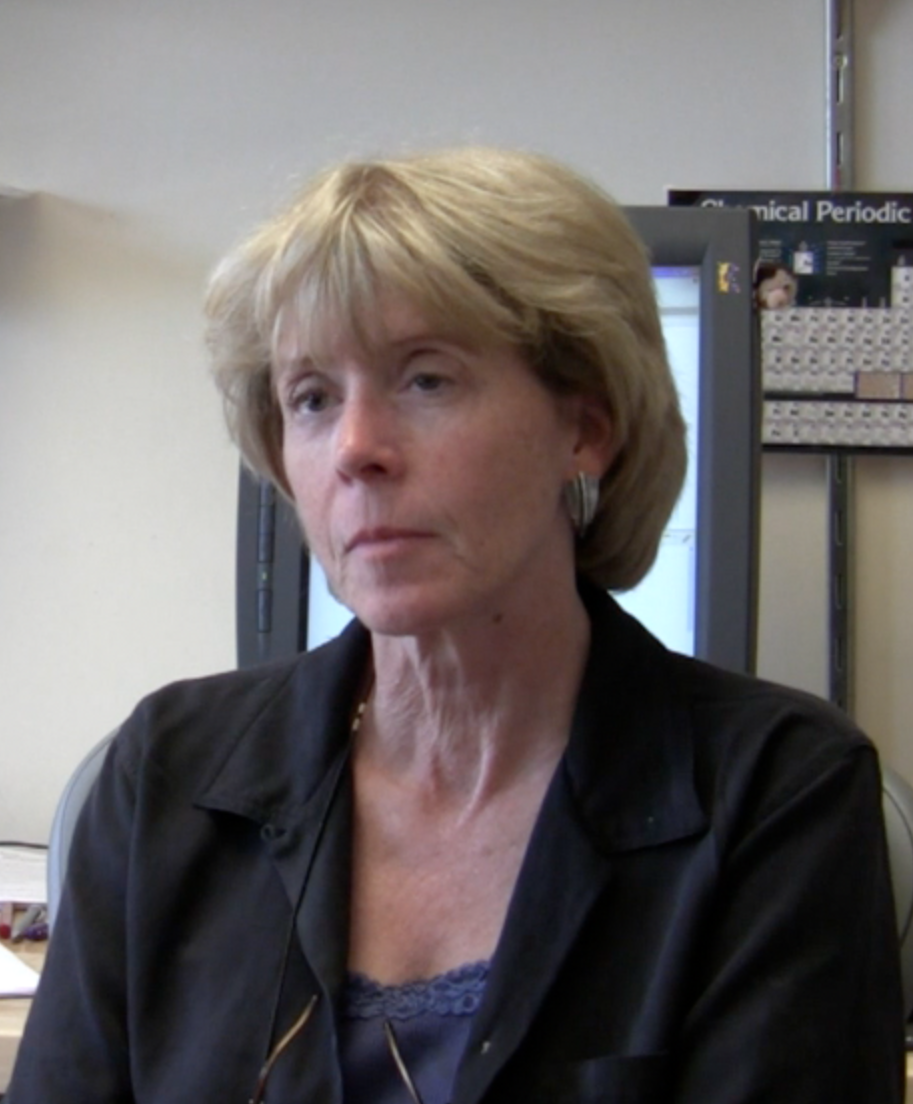
Cynthia Burrows 2009

Cynthia J. Burrows (* 23. September 1953 in St. Paul (Minnesota)) ist eine US-amerikanische Chemikerin.
Burrows wuchs in Boulder auf (ihr Vater war Elektroingenieur) und studierte Chemie an der University of Colorado mit dem Bachelor-Abschluss 1975 und wurde 1982 an der Cornell University bei Barry Carpenter promoviert. Als Post-Doktorandin war sie 1981 bis 1983 bei Jean-Marie Lehn an der Universität Straßburg. 1983 wurde sie Assistant Professor, 1989 Associate Professor und 1992 Professor an der State University of New York at Stony Brook. Ab 1995 war sie Professorin für Chemie an der University of Utah, ab 2007 als Distinguished Professor. Außerdem ist sie seit 1995 Mitglied im Huntsman Cancer Institute. 2013 wurde sie erste Inhaberin des Thatcher Presidential Endowed Chair für Biochemie.
1993 und 2002 war sie Gastprofessorin in Straßburg, 1990 an der University of Minnesota und 1989/80 Fellow der Japan Society for the Promotion of Science in Okazaki.
Burrows befasst sich mit der Chemie von Nukleinsäuren (DNA, RNA). Unter anderem untersuchte sie RNA-Interferenz (Small interfering RNA) und Oxidationsprodukte von Guanosin, die bei Alterungsprozessen (oxidativer Stress) und Krebsentstehung eine Rolle spielen (bei der Replikation führt 8-oxo-Guanin zu Fehlpaarungen mit Adenin statt Cytosin, außerdem kann die Duplex- und Quadruplexstruktur sich ändern), insbesondere in den Telomeren. Dort führt oxidativer Stress zu Telomer-Verkürzung und Alterung. Weiterhin kann dies auch zu Verbindungen von Proteinen und DNA führen, die sie in ihrem Labor ebenfalls erforscht.

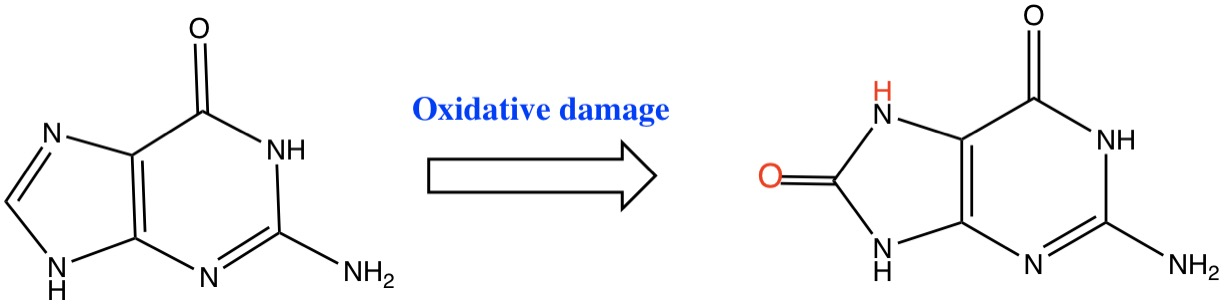
Guanin-Schäden durch Oxidation zu 8-oxo-Guanin

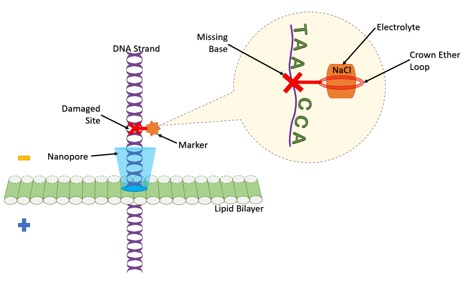
Detektion von DNA-Schäden mit Strommessung an Nanoporen in einer Lipidmembran, durch die der DNA-Strang passiert. Die DNA Schäden sind markiert durch einen Elektrolyt in einem Kronenether

Sie entwickelte in ihrem Labor eine Methode der Lokalisierung und Bestimmung von DNA- und RNA-Schäden mit Nanoporen-Technologie (mit alpha-Hemolysin als Nanopore).
Außerdem untersuchte sie die RNA-Chemie der Ursprünge des Lebens. Sie vermutet, dass Redox-aktive Basen der RNA wie Oxidationsprodukte von Guanosin wie 8-oxo-Guanosin die Rolle von Co-Enzymen wie FAD in der frühen RNA-Welt spielten. Burrows fand, dass photoaktiviertes 8-oxo-Guanosin in der Lage war, durch UV-Strahlung ausgelöste Mutationen in Form von Thymidin- bzw. Uracil-Dimeren zu reparieren, so dass der Ursprung von Redox-Co-Enzymen möglicherweise in solchen Reparaturmechanismen photoinduzierter RNA-Schäden lag.
Sie ist Fellow der American Association for the Advancement of Science, der American Chemical Society (2010) und Mitglied der National Academy of Sciences (2014) und der American Academy of Arts and Sciences (2009). 2008 war sie Cope Scholar der ACS und 2000 den ACS Utah Award. 2004 erhielt sie den Bea Singer Award und 2014 den Linda K. Amos Award für herausragende Leistungen für Frauen an der University of Utah. 2018 erhielt sie die Willard Gibbs Medal, 2022 den Linus Pauling Award.
2001 bis 2013 war sie Senior Editor des Journal of Organic Chemistry. 2014 wurde sie Haupt-Herausgeberin der Accounts of Chemical Research.
Sie ist mit dem Chemiker Scott Anderson verheiratet, mit dem sie Drillinge hat.

## Schriften (Auswahl)
- mit Steven E. Rokita: Recognition of guanine structure in nucleic acids by nickel complexes, Accounts of Chemical Research, Band 27, 1994, S. 295–301.
- mit James G. Miller: Oxidative nucleobase modifications leading to strand scission, Chemical Reviews, Band 98, 1998, S. 1109–1152.
- mit Paul T. Henderson u. a.: The hydantoin lesions formed from oxidation of 7, 8-dihydro-8-oxoguanine are potent sources of replication errors in vivo, Biochemistry, Band 42, 2003, S. 9257–9262.
- Surviving an Oxygen Atmosphere: DNA Damage and Repair, Kapitel 8, in: Chemical Evolution II: From the Origins of Life to Modern Society, ACS Symposium Series 1025, 2009
- mit H. Peacock u. a.: Chemical modification of siRNA bases to probe and enhance RNA interference,J. Org. Chem., Band 76, 2011, S. 7295–7300.
- mit An, Fleming, White: Crown ether-electrolyte interactions permit nanopore detection of individual DNA abasic sites in single molecules, Proc. Nat. Acad. Sci., Band 109, 2012, S. 11504–11509.
- mit An, Fleming: Interactions of the human telomere sequence with the nanocavity of the α-hemolysin ion channel reveal structure-dependent electrical signatures for hybrid folds´, J. Am. Chem. Soc., Band 135, 2013, S. 8562–8570.
- mit An, Fleming, Middleton: Single-molecule investigation of G-quadruplex folds of the human telomere sequence in a protein nanocavity. Proc Natl Acad Sci USA, Band 111m, 2014, S. 14325–14331.
- mit An, Fleming, White: Nanopore detection of 8-oxoguanine in the human telomere repeat sequence, ACS Nano, Band 9, 2015, S. 4296–4307.
- mit Fleming, Ding: Oxidative DNA damage is epigenetic by regulating gene transcription via base excision repair, Proc. Nat. Acad. Sci. USA, Band 114, 2017, S. 2604–2609, Abstract